# Јулија Началова
Јулија Началова (рус. Ю́лия Ви́кторовна Нача́лова; 31. јануар 1981 — 16. март 2019, Москва) руска је певачица, глумица и телевизијска личност.

## Приватни живот
Од 2001. до 2004. године била је удата за певача Дмитрија Ланскоја.
Од 2006. до 2011. године била је удата за руског фудбалера Јевгенија Алдонина. Имају ћерку, Веру (рођ. 1. децембра 2006).
Од 2011. године живи у ванбрачној заједници са хокејашем Александром Фроловим.
Тренутно живи у Москви, Русија.
Умрла је 16. марта 2019. године као резултат тровања крви у Москви.